# Мейланова Унеізат Азизівна
Унеізат Азизівна Мейланова (лезг. Мейланрин Унеизат Азизан руш; нар. 1 травня 1924, Касумкент, нині Сулейман-Стальський район — пом. 28 липня 2001) — вчений-лінгвіст і громадський діяч, професор, заслужений діяч науки Російської РФСР і Дагестанської АССР.

## Біографія
Народилася 1 травня 1924 року (за іншими даними в 1925 р.) в Касумкенті, нині Сулейман-Стальський район Дагестану. Після закінчення середньої школи вступила на філологічний факультет Дагестанського державного педагогічного інституту імені С. Стальського (нині Дагестанський державний університет), де була сталінською стипендіаткою. Після закінчення інституту її направляють на навчання до аспірантури Інституту мовознавства Академії наук СРСР у Москві.
У 1952 році Унезіат Мейланова стала першою жінкою, яка захистила в Інституті мовознавства АН СРСР дисертацію на науковий ступінь кандидата філологічних наук. В 1965 році на спеціальній раді в Інституті мовознавства Грузинської РСР захистила докторську дисертацію на тему — «Лезгинська діалектологія».
З 1947 року працювала в Інституті мови, літератури і мистецтва Дагестанського національного центру РАН. З 1969 по 1990 роки — завідувач відділу безписемних мов Інституту. У 1950-1960-х роках — завідувач кафедрою дагестанських мов ДГПИ їм. Стальського С..
Унезіат Мейлановаивховала двох синів, один з яких Енвер Шейхіо професор, доктор філологічних наук, співробітник Інституту мовознавства РАН.

## Наукова діяльність
Унезіат Мейланова спеціалізувалася у сфері граматики, діалектології, лексикології дагестанських літературних і безписемних мов. Організовувала науково-дослідні експедиції, активно брала участь в наукових конференціях, включаючи міжнародні.
Унезіат Мейланова вела роботу з дослідження безписемних лезгинських мов на території Дагестану і Азербайджану. Виданий нею «Будухсько-російський словник» фактично активізував дослідження та видання словників багвалинської, бежтинської, гінухської, годоберинської, гунзибської, каратинської, тиндинської, хіналугської, чамалинської мов. Під її керівництвом та за участю була підготовлена і видана порівняльно-історична монографія з дагестанських мов.
Унезіат Мейланова є автором більше 200 статей, опублікованих у наукових журналах. Здійснювала керівництво роботою зі створення першої академічної граматики лезгінської мови, складання повного орфографічного словника.
Мейланова була керівником і членом Комітету Лінгвістичного атласу Європи, головним редактором журналу «Жінка Дагестану», членом Комітету радянських жінок. Обиралася членом ряду наукових рад при Відділенні літератури і мови АН СРСР, членом спеціалізованих рад із захисту докторських дисертацій Київського університету імені Тараса Шевченка, Бакинського науково-дослідного інституту імені Нізамі, членом спеціалізованої ради із захисту кандидатських дисертацій Дагестанського державного університету, Кабардино-Балкарського державного університету. Була членом редколегії «Щорічника іберійсько-кавказького мовознавства» (м. Тбілісі).

## Нагороди та премії
- Медаль «За доблесну працю в роки Великої Вітчизняної війни» (1943).
- Медаль «За оборону Кавказу» (1944).
- Медаль «За заслуги перед Республікою Дагестан».
- Золота медаль Комітету радянських жінок.
- Золота медаль Комітету солідарності країн Азії та Африки[1].
- Вісім Почесних грамот Президії Верховної Ради РРФСР і Республіки Дагестану, Президії АН СРСР.
- Премія імені Арн. С. Чікобави (1998).
- Заслужений діяч науки Російської Федерації.
- Заслужений діяч Республіки Дагестан[2].

### Публікації
- Мейланова У. А. Типы образования повелительного наклонения глагола в лезгинском языке // Языки Дагестана. Вып. 2. Махачкала, 1954.- С. 264—271.
- Мейланова У. А. Функции эргативного падежа в лезгинском языке// Труды Института языкознания. Т. 3, 1954а. — С. 250—257.
- Мейланова У. А. Гилиярский смешанный говор и его место в системе лезгинских диалектов//Учен. Зап. ИИЯЛ. 1958. Т. 5. — С. 248—263.
- Мейланова У. А. Стальский говор лезгинского языка// Учен. Зап. ИИЯЛ. 1959. Т. 6. — С. 307—330.
- Мейланова У. А. Краткая характеристика гюнейского диалекта лезгинского * Мейланова У. А. Морфологическая и синтаксическая характеристика падежей лезгинского языка. Махачкала, 1960. — 181 с.
- Мейланова У. А. Морфологическая и синтаксическая характеристика падежей лезгинского языка. Махачкала, 1961
- Мейланова У. А. Очерки лезгинской диалектологии. М., 1964. — 417 с.
- Мейланова У. А. О категории грамматического класса в лезгинском язы-ке//Учен. Зап. ИИЯЛ. Т. 10. 1964. — С. 282—297.
- Мейланова У. А. Лезгинский язык // Языки народов СССР. Т. IV. Иберийско-кавказские языки. М., 1967. — С. 528—544.
- Мейланова У. А. Гюнейский диалект — основа лезгинского литературного языка. Махачкала, 1970. — 193 с.
- Мейланова У. А., Талибов Б. Б. Конструкции предложения с переходно-непереходными глаголами в лезгинском языке // Вопросы синтаксического строя иберийско-кавказских языков. Материалы 4-й региональной сессии по историко-сравнительному изучению иберийско-кавказских языков. Нальчик, 1977. — С. 265—272.
- Мейланова У. А. Звуковые процессы в консонантной системе юго-западных говоров кубинского наречия лезгинского языка // Фонетическая система дагестанских языков. Махачкала, 1981. — С. 13-26.
- Мейланова У. А. Ареальные изменения и развитие некоторых разрядов местоимений в лезгинском языке // Местоимения в языках Дагестана. Махачкала, 1983. — С. 4-11.
- Мейланова У. А. Будухско-русский словарь. М., 1984.
- Мейланова У. А. Основные вопросы формирования и функционирования категории числа в лезгинском языке // Категория числа в дагестанских языках. Махачкала, 1985. — С. 52-59.
- Мейланова У. А. Вводные слова и обращение как распространители предложения в лезгинском языке// Ежегодник иберийско-кавказского языкознания. Т. 13. 1986.- С. 199—207, рез. груз., англ.
- Мейланова У. А., Ганиева Ф. А. К характеристике некоторых терминов животного мира в лезгинском языке//0траслевая лексика дагестанских языков: Названия животных и птиц. Махачкала, 1988. — С. 5-13.
- Мейланова У. А., Ганиева Ф. А. Характеристика наименований деревьев и кустарников в лезгинском языке//Проблемы отраслевой лексики дагестанских языков: Названия деревьев, трав, кустарников. Махачкала, 1989. -С. 5-15.
- Мейланова У. А. Особенности выражения будущего времени в лезгинском языке// Выражение временных отношений в языках Дагестана. Махачкала, 1990. — С. 32-36.
- Мейланова У. А. Ещё раз о категории грамматического класса в лезгинском языке // Проблемы сравнительно-исторического исследования морфологии языков Дагестана. Махачкала, 1992. — С. 87-92.
- Мейланова У. А. К истории терминов животного мира в лезгинском языке // Ежегодник иберийско-кавказского языкознания. Т. 2. — С. 222—227, рез. груз., англ..
- Мейланова У. А., Талибов Б. Б. Преруптивы в консонантной системе лезгинского языка//Ежегодник иберийско-кавказского языкознания. Т. 14. — С. 263—269, рез. груз., англ.
- Мейланова У. А., Талибов Б. Б. Кубинское наречие как промежуточное звено в системе лезгинских диалектов// Диалектологическое изучения дагестанских языков. Махачкала, 1992. — С. 118—128.
- Мейланова У. А., Талибов Б. Б., Шейхов Э. М. Структурно-морфологическая характеристика лезгинской топонимической номенклатуры на территории Азербайджана// Дагестанская ономастика: Материалы и исследования. Вып. 2/ ИЯЛИ ДНЦ РАН. Махачкала., 1996. — С. 67-72.